# Mount Vernon (condado de Marathon, Illinois)
Mount Vernon é um dos dezesseis distritos do Condado de Jefferson, Illinois, Estados Unidos. De acordo com o censo de 2010, sua população era de 13.374 habitantes e continha 6.422 unidades habitacionais.
De acordo com o censo de 2010, a cidade tem uma área total de 37.21 sq mi (96.4 km2), dos quais 36.95 sq mi (95.7 km2) é terra e 0.26 sq mi (0.67 km2) é água.